# Nonsoloamore
Nonsoloamore è il secondo album del cantautore italiano Dario Gay, ai tempi noto come "Dario Gai", pubblicato dalla casa discografica RCA nel 1991.
Contiene fra gli altri il brano Sorelle d'Italia, presentato al Festival di Sanremo 1991.
I pezzi sono stati composti dallo stesso artista, ad eccezione di Notte di stelle, che porta la firma di Luigi Schiavone ed Enrico Ruggeri e che era già stato inciso da quest'ultimo nell'album Il falco e il gabbiano, uscito l'anno precedente.

## Tracce

### Lato A
1. Tutto sembra perfetto
2. L'abitudine
3. Sorelle d'Italia
4. Nonsoloamore
5. Sono un artista

### Lato B
1. Fammi andare al mare
2. Notte di stelle
3. Alexander
4. Figure
5. Commedia a soggetto